# 群馬県道129号飯玉本町線
群馬県道129号飯玉本町線（ぐんまけんどう 129ごう いいだまもとまちせん）は、群馬県高崎市飯玉町から同市本町に至る一般県道である。

## 概要
路線の大部分がかつて国道17号がたどっていたルートである。起点であるJR上越線の踏切を挟む変則交差点などで朝夕を中心に混雑する。

### 路線データ
- 起点：高崎市飯塚町飯塚1743番（群馬県道12号前橋高崎線交点）[1]
- 終点：高崎市本町86番（国道354号交点〈本町三丁目交差点〉）[注釈 1]

## 歴史
- 1959年（昭和34年）9月18日：群馬県より現・道路法に基づき、県道飯玉本町線（高崎市飯塚町字飯玉 - 同市本町、整理番号165）が路線認定される[2]。

## 地理

### 通過する自治体
- 高崎市

### 交差する道路
- 群馬県道12号前橋高崎線 - 起点
- 高崎市道中央通り線 - 同市末広町 （末広陸橋南交差点）
- 群馬県道27号高崎駒形線 - 同市末広町 （末広町交差点）
- 国道354号 - 終点